# Abram Ossipowitsch Gukassow

Abram Ossipowitsch Gukassow

Abram Ossipowitsch Gukassow (russisch Абрам Осипович Гукасов; * 23. Novemberjul. / 5. Dezember 1872greg. in Schuscha in Bergkarabach im damaligen Gouvernement Jelisawetpol; † 27. April 1969 in Genf) war ein armenisch-russischer Unternehmer und Mäzen.

## Leben
Gukassow, jüngerer Bruder des Erdölunternehmers Pawel Ossipowitsch Gukassow aus der Familie Gukassjan (armenisch Ղուկասյան), besuchte in Moskau das Lasarew-Institut für Orientalische Sprachen mit Abschluss 1890. Darauf begann er in Odessa ein Studium an der physikalisch-mathematischen Fakultät der Neurussland-Universität, das er an der Universität Leipzig 1894 abschloss. Er wurde Doktor der Naturwissenschaften (Geologie) und 1898 Doktor der Philosophie.
Ab 1899 lebte Gukassow in London. Er vertrat die Europa-Geschäfte seiner Familie und stand der Kaspischen Gesellschaft in Europa vor. Er gründete 1907 die Schiffbau-Gesellschaft Balting Trading Company. Während des Ersten Weltkrieges leitete er die Werft Pella in Petrograd.
Nach der Oktoberrevolution emigrierte Gukassow nach Frankreich und gründete die Schiffbau-Gesellschaft für Erdöltanker Les Petroles d’Outre-Mer. 1925 gründete er die Zeitschrift Wiedergeburt und gab sie bis 1940 heraus. Er finanzierte den Kongress der Auslandsrussen in Paris. Ab 1926 war er Geschäftsführer des Russischen Zentralverbandes.
Nach dem Zweiten Weltkrieg gründete Gukassow 1949 die Wiedergeburt als literarisch-politische Zeitschrift neu, die bis 1974 erschien. Er gründete die Armenische Brüder-Gukassjan-Stiftung.